# Elena Maïorova
Elena Vladimirovna Maïorova (en russe : Еле́на Влади́мировна Майо́рова), née le 30 mai 1958 à Ioujno-Sakhalinsk et morte le 23 aout 1997 à Moscou, est une actrice soviétique de théâtre et cinéma. Artiste émérite de la RSFSR (1989).

## Biographie
Elena Maïorova est admise à l'Académie russe des arts du théâtre dans la classe de maître d'Oleg Tabakov en 1976. Elle est diplômée en 1980.
En 1982-1983, elle joue sur la scène du théâtre Sovremennik. En 1983, elle est actrice du Théâtre d'art de Moscou, puis, après la division de la troupe se retrouve au Théâtre d'art Anton Tchekhov dirigé à cette époque par Oleg Efremov. Elle tient plusieurs rôles importants et se distingue notamment avec le rôle d'Athéna dans le spectacle Orestie où elle donne la réplique à Tatiana Doguileva et Igor Kostolevski.
La carrière cinématographique de Maïorova a commencé alors qu'elle était encore étudiante. On lui décerne le prix Sozvezdye-1989 pour sa performance dans Train express de Boris Yachine. Elle est surtout connue pour ses rôles dans des films Makarov de Vladimir Khotinenko et Perdu en Sibérie d'Aleksandr Mitta. Toutefois, bien qu'elle ait fait ses preuves dans le répertoire classique au théâtre, au cinéma on lui propose d'incarner les personnages assez légers.
L'actrice s'est mariée avec le peintre hyperréaliste Sergueï Sherstyuk (1951—1998).
Elena Maïorova a péri dans les circonstances tragiques le 23 août 1997. Pour des raisons non élucidées, dans la cage d'escalier de son immeuble sa robe s'est enflammée. Transformée en torche vivante, l'actrice a traversé l'esplanade qui séparait son immeuble de l'entrée des artistes du Théâtre d'art où, appelant à l'aide elle a perdu connaissance. Ses vêtements synthétiques avaient fondu lui causant les brûlures sur 85 % de surface du corps. Elle a été transportée d'urgence à l'Institut Sklifossovski, mais n'a pu être sauvée. Elle a été inhumée au cimetière Troïekourovskoïe.
L'enquête n'a pas déterminé les raisons de l'accident. Les hypothèses d'un suicide n'ont pas été prouvées,.
L'époux de l'actrice, le peintre hyperréaliste Sergueï Sherstyuk, est décédé neuf mois plus tard d'un cancer foudroyant.

## Filmographie partielle
- 1981 : Vous n’en avez jamais rêvé... (Вам и не снилось...) de Ilia Frez
- 1981 : Le trente-quatre rapide (34-й скорый) d'Andreï Malioukov
- 1981 : Notre vocation (Наше призвание) de Guennadi Poloka
- 1983 : Foyer pour célibataires (Одиноким предоставляется общежитие) de Samson Samsonov
- 1983 : Dernier argument des rois (Последний довод королей) de Viktor Kissine
- 1984 : Malva (ru) (Мальва) d'Alexandr Zeldovich
- 1984 : Parade des planètes (Парад планет) de Vadim Abdrachitov
- 1986 : Zina-Zinoulia (Зина-Зинуля) de Pavel Tchoukhraï
- 1987 : Mélodie oubliée pour une flûte (Забытая мелодия для флейты) de Eldar Riazanov
- 1989 : Karotine était-il là ? (А был ли Каротин?) de Guennadi Poloka
- 1991 : Perdu en Sibérie (Затерянный в Сибири) d'Aleksandr Mitta
- 1993 : Makarov (Макаров) de Vladimir Khotinenko
- 1993 : La delegazione (Плащ Казановы, Mantello di Casanova) de Aleksandre Galine
- 1999 : Ecoute s'il pleut (Послушай, не идет ли дождь) de Arkadi Kordon